# Иглесиас, Роньель
Роньель Иглесиас Сотолонго (исп. Roniel Iglesias Sotolongo; 14 августа 1988) — кубинский боксёр-любитель и профессионал, выступающий в полусредней, и первой средней весовых категориях. Двукратный Олимпийский чемпион (2012, 2020), бронзовый призёр Олимпийских игр 2008 года, чемпион мира 2009 года, двукратный победитель Панамериканских игр (2011, 2019), двукратный чемпион Игр Центральной Америки и Карибского бассейна (2014, 2018), победитель Кубка мира (2008), многократный чемпион и призёр национального первенства в любителях.
Лучшая позиция по рейтингу BoxRec — 90-я (февраль 2023) и является 1-м среди кубинских боксёров первой средней весовой категории, — входя в ТОП-90 лучших боксёров супер-полусреднего веса всего мира.

## Любительская карьера
На Играх 2008 года 20-летний Иглесиас завоевал бронзу в категории до 64 кг, проиграв в полуфинале Манусу Бунчамнонгу из Таиланда.
В 2009 году выиграл золото на чемпионате мира в Милане, победив в финале категории до 64 кг 17-летнего американца Фрэнки Гомеса.
На Играх 2012 года выиграл золото в категории до 64 кг, победив в финале украинца Дениса Беринчика.
На Олимпийских играх 2016 года в категории до 69 кг проиграл в четвертьфинале Шахраму Гиясову из Узбекистана.
В финале чемпионата мира 2017 года в Гамбурге вновь уступил Шахраму Гиясову.
И в июле 2021 года на Олимпийских играх в Токио, в весовой категории до 69 кг сумел дойти до финала. И в финале сумел победить за явным преимуществом британского боксёра Пэта Маккормака, завоевав золотую медаль Игр.
11 декабря 2022 года в Абу-Даби (ОАЭ), на турнире IBA Champions’ Night в завершении III Global Boxing Forum, в рамках новой полупрофессиональной боксёрской серии IBA Pro Series, в 5-раундовом поединке решением судей проиграл участнику Олимпийских игр 2020 года — иорданскому боксёру Зейяду Ишаишу.

## Профессиональная карьера
20 мая 2022 года состоялся его дебют на профессиональном ринге в Агуаскальентесе (Мексика), в 1-м среднем весе, когда он досрочно нокаутом во 2-м раунде победил мексиканца Брэндона Переса Чаверо (7-1-1).

## Статистика профессиональных боёв
В таблице перечислены результаты всех поединков боксёров.
В каждой строке указан результат поединка. Дополнительно номер поединка обозначен цветом, который обозначает итог поединка. Расшифровка обозначений и цветов представлена в нижеследующей таблице.
| Пример | Расшифровка                     |
| ------ | ------------------------------- |
|        | Победа                          |
|        | Ничья                           |
|        | Поражение                       |
|        | Планируемый поединок            |
|        | Поединок признан несостоявшимся |
| КО     | Нокаут                          |
| ТКО    | Технический нокаут              |
| PTS    | Решение судей (по очкам)        |
| UD     | Единогласное решение судей      |
| MD     | Решение большинства судей       |
| SD     | Раздельное решение судей        |
| RTD    | Отказ от продолжения боя        |
| DQ     | Дисквалификация                 |
| NC     | Поединок признан несостоявшимся |

| 2 поединка, 2 победы (1 нокаутом). | 2 поединка, 2 победы (1 нокаутом). | 2 поединка, 2 победы (1 нокаутом). | 2 поединка, 2 победы (1 нокаутом). | 2 поединка, 2 победы (1 нокаутом).                                      | 2 поединка, 2 победы (1 нокаутом). | 2 поединка, 2 победы (1 нокаутом). |
| Бой                                | Рекорд                             | Дата боя                           | Соперник                           | Место проведения боя                                                    | Раундов, время                     | Дополнительно                      |
| ---------------------------------- | ---------------------------------- | ---------------------------------- | ---------------------------------- | ----------------------------------------------------------------------- | ---------------------------------- | ---------------------------------- |
| 2                                  | 2-0                                | 1 июля 2022                        | Агустин Луго Родригес (11-14-3)    | Gimnasio Revolucion, Сан-Николас-де-лос-Гарса, штат Нуэво-Леон, Мексика | UD 8 (8)                           | Счёт: 80-76, 79-73, 78-74.         |
| 1                                  | 1-0                                | 20 мая 2022                        | Брэндон Перес Чаверо (7-1-1)       | Palenque de la FNSM, Агуаскальентес, штат Агуаскальентес, Мексика       | KO 2 (6), 0:24                     | Дебют в профессиональном боксе.    |